# Corporazioni di arti e mestieri di Milano

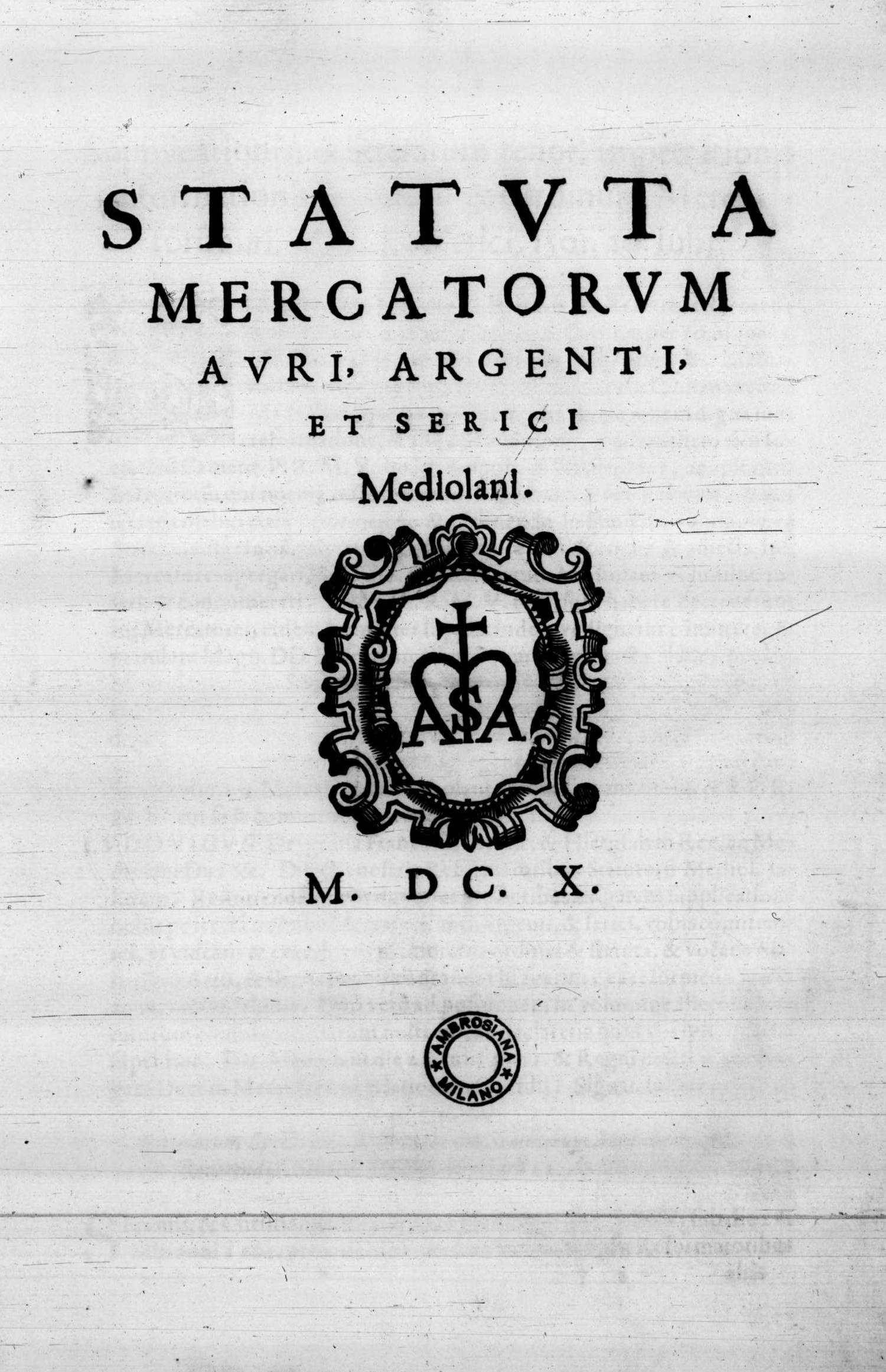
Gli statuti dei mercanti dell'oro, dell'argento e della seta di Milano (Statuta mercatorum auri, argenti et serici Mediolani), 1610

La vita economica di Milano, durante l'età comunale e soprattutto all'epoca del Ducato di Milano, è stata dominata dalle corporazioni di arti e mestieri.
Alcune vie della città conservano tuttora il nome della corporazione che vi svolgeva la propria attività, come via Spadari, via Armorari, via Speronari, via Mercanti, via Orefici, via Cappellari e via Pattari.

## Storia

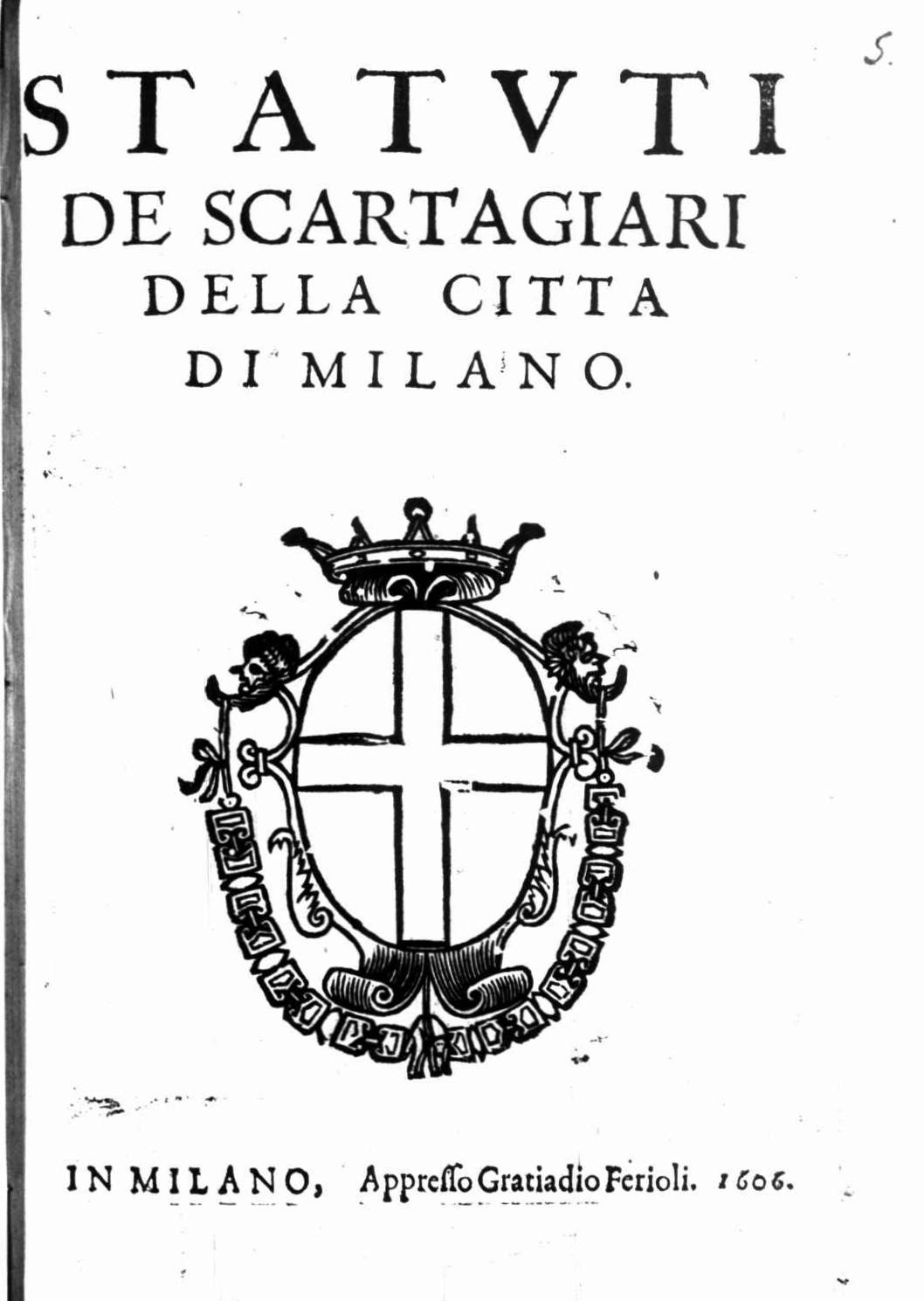
Statuti de scartagiari della città di Milano, 1606

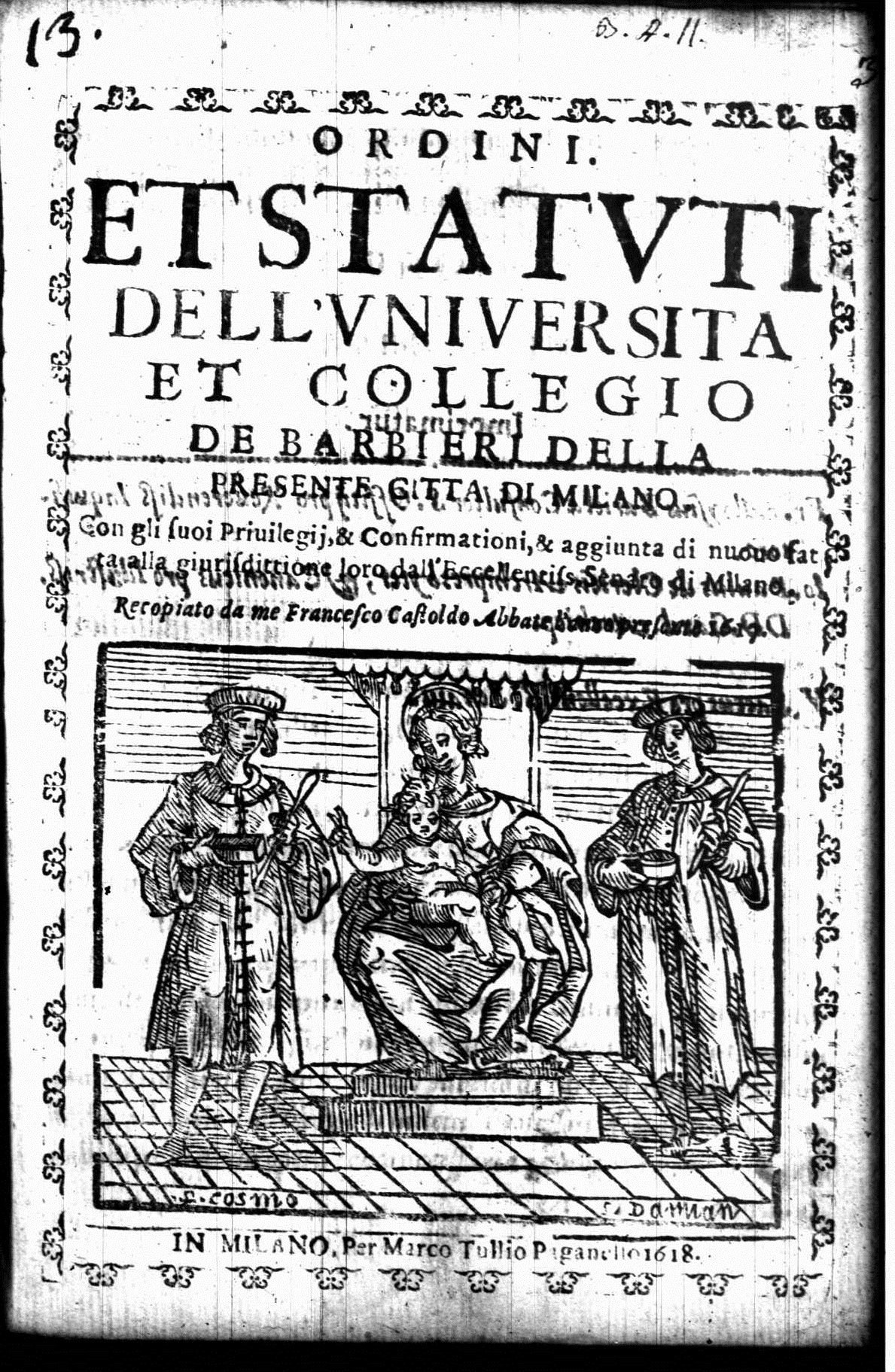
Giovanni Domenico Vellia, Ordini et statuti dell'Università et collegio dei barbieri della presente città di Milano, 1618

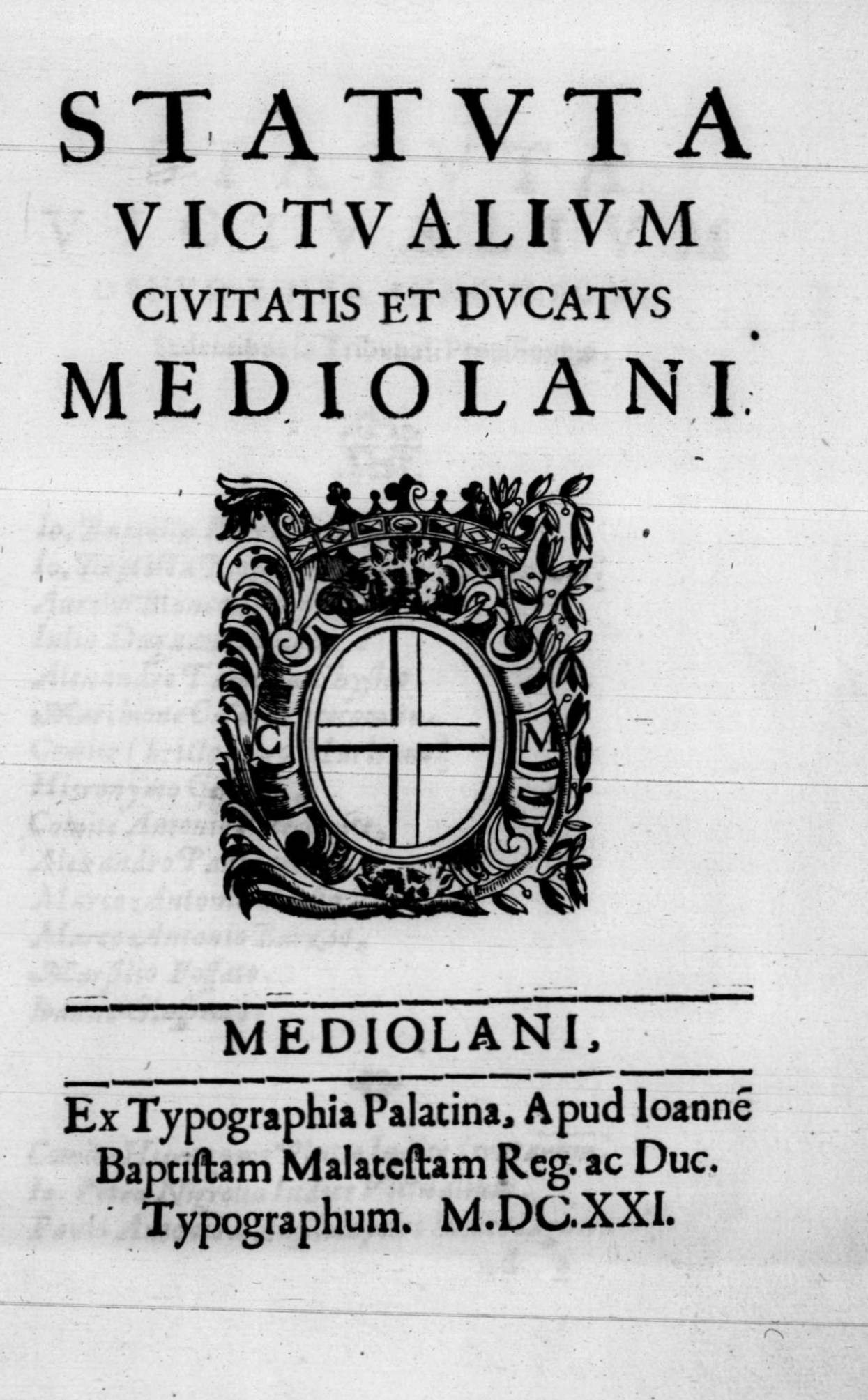
Gli statuti dei commercianti di alimentari (Statuta victualium Civitatis et Ducatus Mediolani), 1621

### Medioevo
Durante il Medioevo le corporazioni milanesi erano dette paratici. La prima testimonianza scritta di tali organizzazioni viene fatta risalire al 1198, ovvero all'atto di fondazione della Credenza di Sant'Ambrogio, anche se di singoli paratici abbiamo testimonianze solo dal Trecento.
Oltre alla difesa degli interessi di categoria dei membri, i paratici si occupavano anche dell'approvvigionamento di materie prime, della regolamentazione della concorrenza e del calmiere dei prezzi.
I paratici avevano anche un ruolo religioso, come confraternite dedicate al patrono dell'arte, e cerimoniale.
In occasione di numerose feste religiose, infatti, almeno dalla fine del Trecento, i rappresentanti dei paratici sfilavano in processione dietro le autorità del Comune, in particolare il giorno di Sant'Ambrogio. Avevano, infine, compiti assistenziali: dovevano assistere i membri malati o caduti in povertà, vegliare i moribondi e partecipare ai funerali.
.
Nel Trecento i paratici erano ventitré:
- Mercanti di lana;
- Monetieri (cambiavalute);
- Sarti;
- Calzolai;
- Pellicciai;
- Tessitori di lino;
- Tessitori di lana;
- Beccai (macellai);
- Mercanti di fustagno;
- Barbieri;
- Cimatori;
- Fabbri ferrai;
- Muratori;
- Speziali;
- Correggiai;
- Conciatori di cuoio;
- Albergatori;
- Spadari;
- Formaggiai;
- Pattari;
- Carpentieri;
- Merzagori (merciai);
- Mercanti di farina.

Ad essi si aggiunsero gli Aguggiari nel 1431 e gli Orefici nel 1468.
Poiché i paratici avevano compiti istituzionali, che comportavano anche oneri economici di offerte in occasione delle feste, alcuni mestieri si riunivano in associazioni più informali, dette scholae.

### L'età spagnola

Gli statuti dei mercanti della lana (Statuta et ordines mercatorum lanae Mediolani), 1623

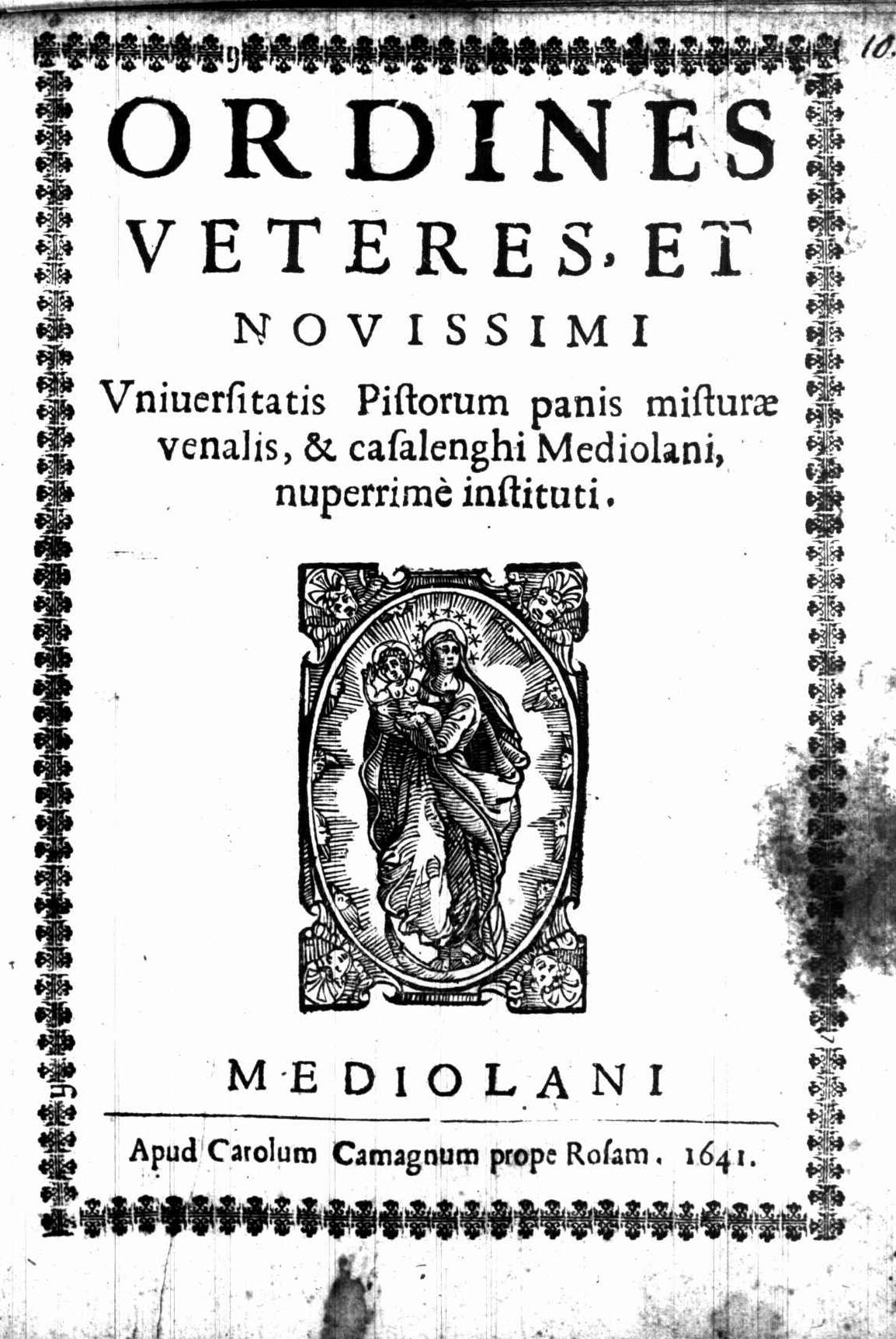
Ordines veteres et novissimi Universitatis pistorum panis misturae venalis et casalenghi Mediolani nuperrime instituti, 1641

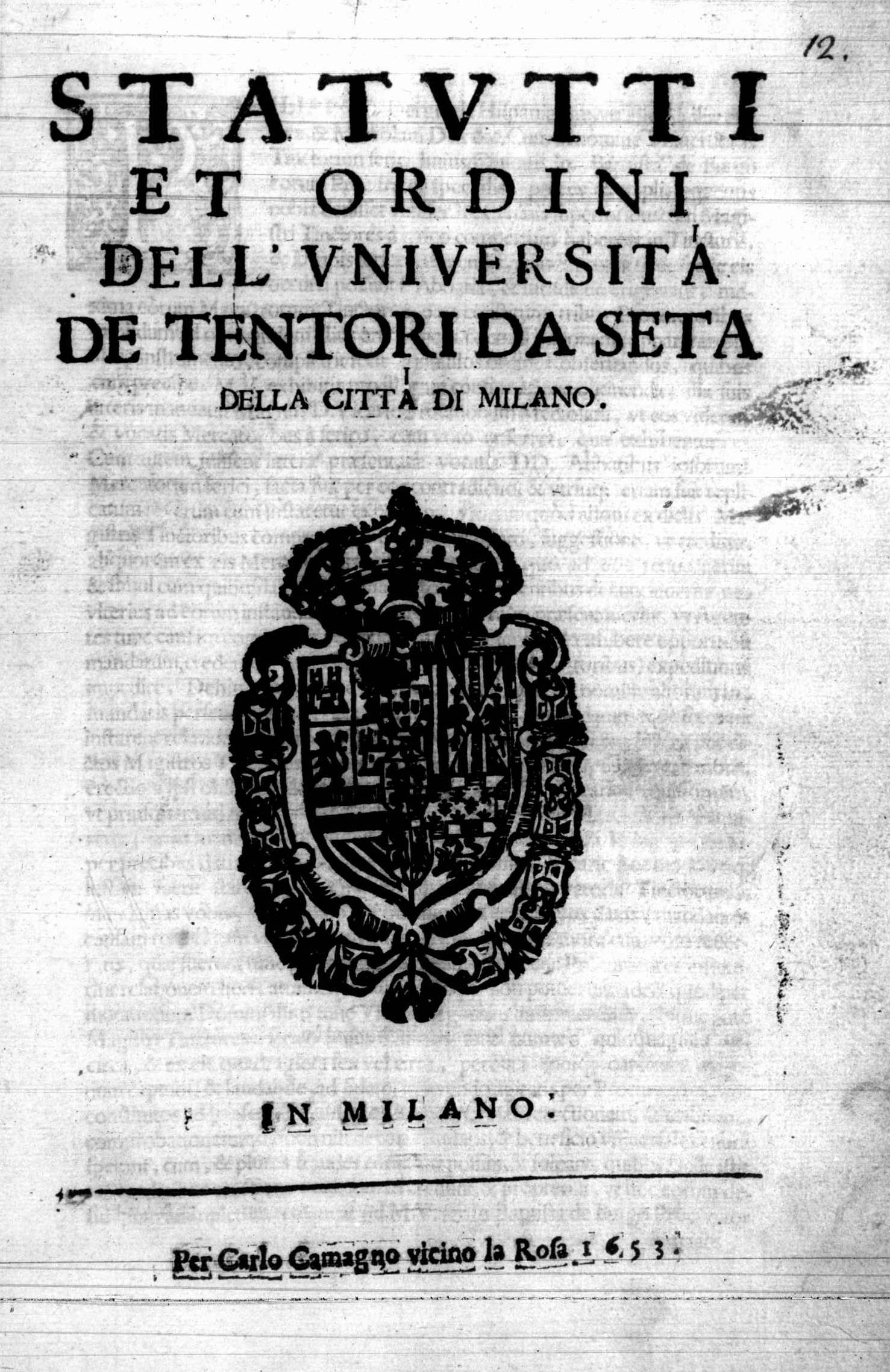
Statuti e ordini dell'Università dei tessitori di seta della città di Milano, 1653

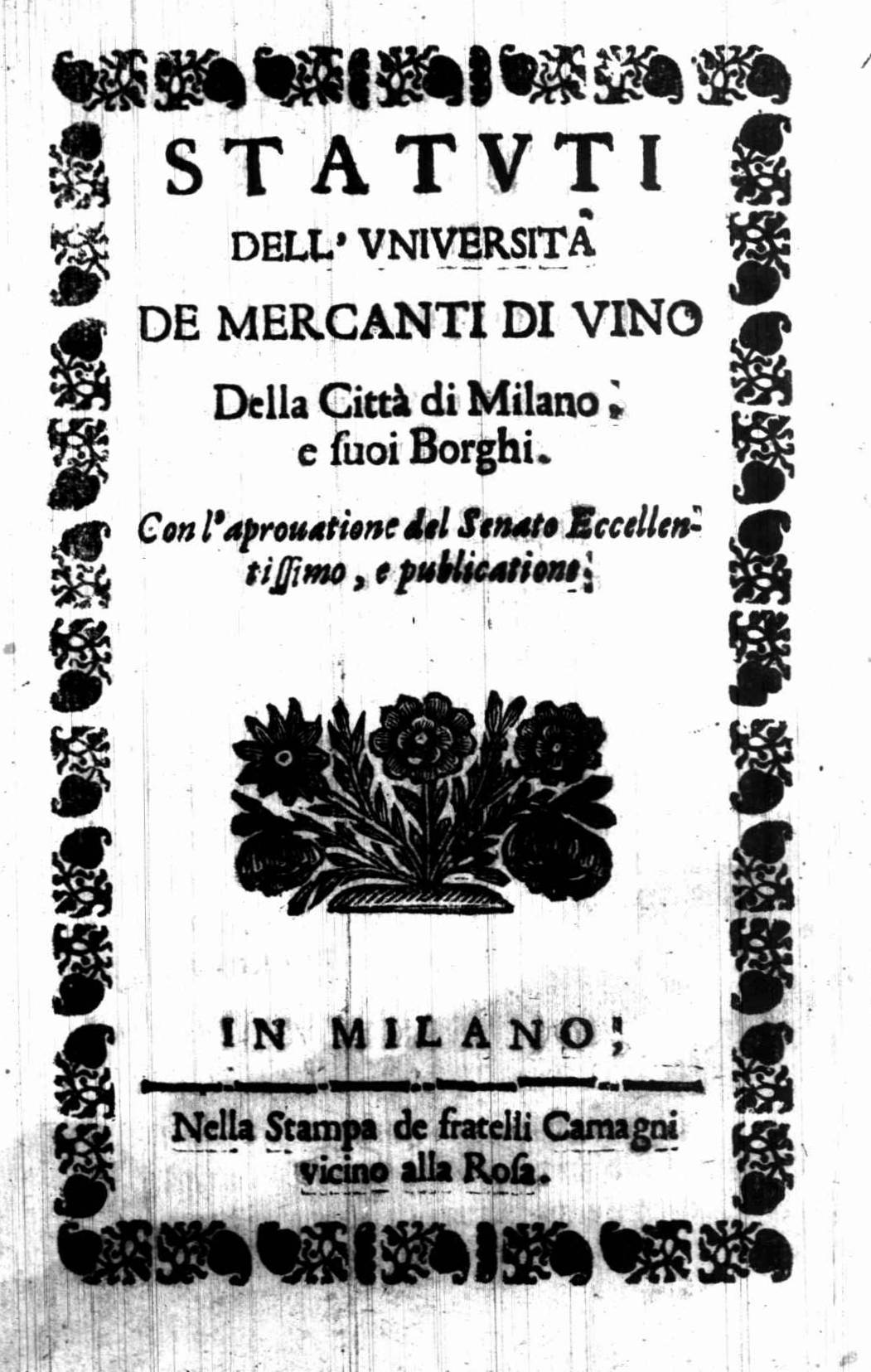
Statuti dell'Università dei mercanti di vino della città di Milano e suoi Borghi, 1668

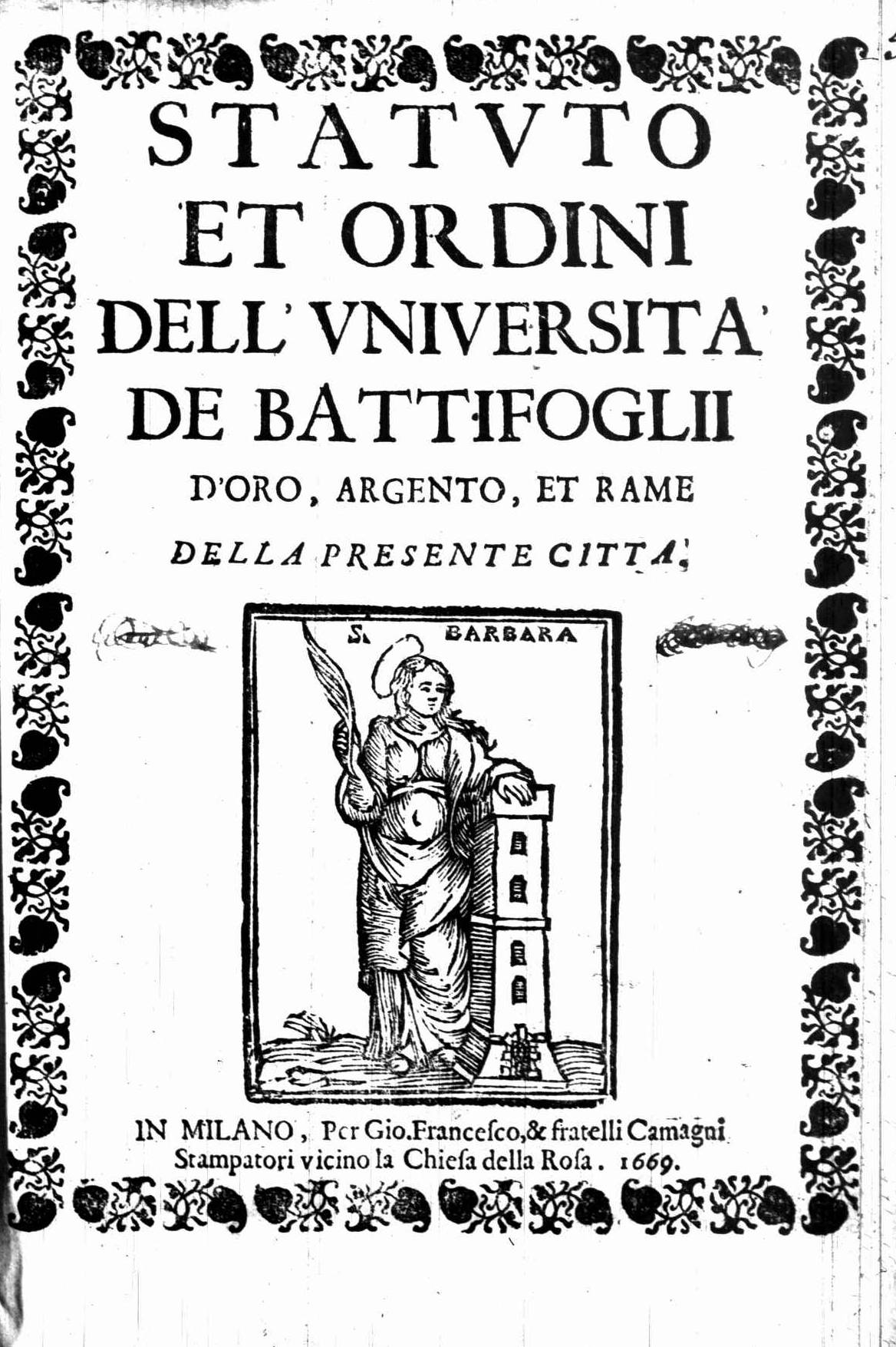
Statuto et ordini dell'Università dei battifoglie d'oro, argento et rame, 1669

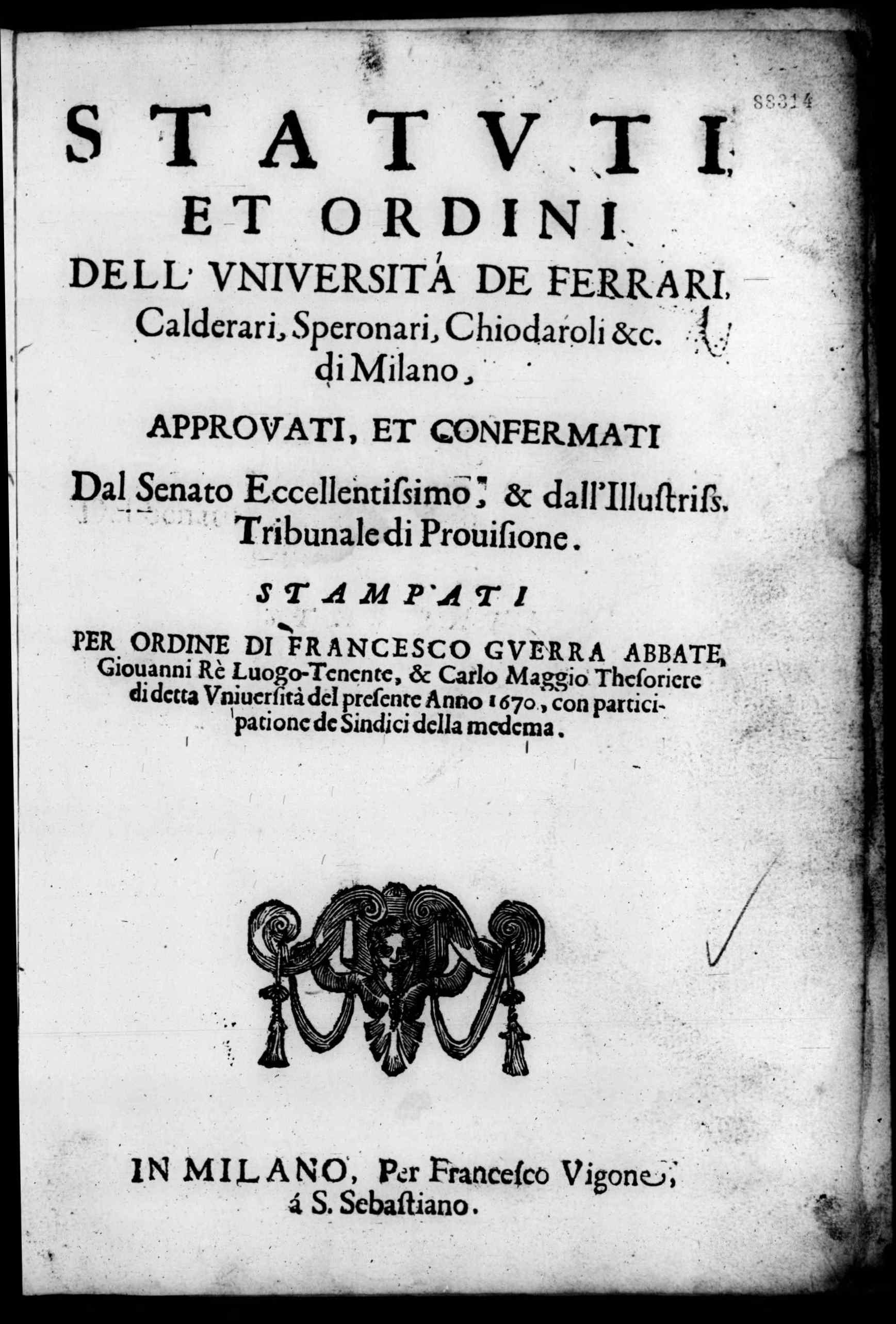
Francesco Guerra, Statuti ed ordini dell'università dei ferrari, calderari, speronari, chiodaroli ed altri uniti della città e ducato di Milano, 1670

Il ritorno della pace dopo la fine delle guerre fra Francia e Spagna rappresentò l'inizio di un periodo di floridezza economica per Milano, che vide quasi raddoppiare gli abitanti.
In quest'epoca le attività economiche erano ancora inquadrate nelle corporazioni e perciò questo è considerato il periodo d'oro delle corporazioni milanesi.
L'aumento della popolazione e della ricchezza portò alla nascita di nuove organizzazioni di mestiere, sempre più specializzate. Continuava ad esserci una distinzione fra due ranghi diversi di associazioni, che in quest'epoca prendevano il nome di "università" o "camere" (quelle "maggiori") e "corpi mercimoniali" (quelli meno regolamentati).
A fine Cinquecento le università milanesi erano diventate sessantadue:
- Mercanti di oro e seta (auroserici), compresi i tiraori, tessitori e filatori;
- Mercanti di seta e filosello (baco da seta);
- Mercanti di argento in grani;
- Mercanti di lana e drappieri;
- Mercanti di spetiaria e spetiari (droghieri);
- Mercanti di balle di lana;
- Banchieri e cambisti;
- Mercanti che fanno venire le merci dalla Fiandra, dalla Francia, dalla Germania e da Venezia, al fine di rivenderle;
- Mercanti di merci al minuto, provenienti da Lione e da altri luoghi;
- Mercanti di corami (pellami) ordinari;
- Callegari (calzolai);
- Confettori (conciatori) di corami;
- Merzari (merciai);
- Fustagnari;
- Ferrarezze (ferramenta);
- Formaggiari, cervellari (salumai) e oliari;
- Beccari (macellai);
- Vairari e pellizzari (pellicciai);
- Berrettari e cappellari, ivi compresi quanti facevano fabbricare cappelli di feltro;
- Librai e cartai;
- Prestinari (fornai) di pan bianco;
- Mercanti di grano;
- Farinari;
- Mercanti di vino;
- Profumieri e guantieri;
- Armorari (fabbricanti di corazze);
- Banchi e botteghe che vendono frutta da riviera e pesce salato;
- Banchi da pesce fresco e polleria;
- Aguggiari (fabbricanti di aghi);
- Correggiari e centurari;
- Spadari e lanzeri;
- Mercanti di calzette da stamo;
- Mercanti di legname da opera;
- Mercanti di corderia;
- Mercanti di carbone;
- Archibugieri;
- Mercanti di filo di ferro e rame;
- Mercanti di feltri;
- Mercanti lottonari (lattonieri);
- Cristalleri;
- Scarteggiari;
- Mercanti di pelle di camozze (camosci);
- Mercanti di legna da fuoco;
- Mercanti di gualdo e di altre merci da tintori;
- Mercanti da prede, coppi (tegole) e calcina;
- Postari da butirro (burro), mascarpa (mascarpone) ed altre cose;
- Mercanti di penne da letto (piumino);
- Peltrari;
- Calderari;
- Mercanti di lino;
- Zuccheri;
- Stringhieri e bindellari (fabbricanti di nastri e passamanerie);
- Mercanti di Corone e altre merci di Venezia;
- Mercanti di vetro, maiolica e predamo;
- Pattari;
- Boffettari, scatolari e concheri;
- Mercanti di cappelli di legno e di paglia;
- Secchionari e vasellari;
- Morsari e speronari;
- Sellari;
- Mercanti da baghe (otri) di vino;
- Mercanti che fanno fabbricare argenteria[4];

Fra di esse le più ricche erano quella degli Auroserici, che avevano un giro d'affari stimato a fine Cinquecento di lire 6.661.245; quella dei Mercanti di lana e drappieri (lire 3.508.923); quella dei Mercanti che facevano venire le merci dalla Fiandra, dalla Francia, dalla Germania e da Venezia (lire 2.720.755); quella degli Speziali (lire 2.104.337); quella dei Mercanti di balle di lana (lire 1.568.400); quella dei Banchieri e cambisti (lire 1.474.800). 
Anche alcune categorie di commercianti al minuto assommavano un giro d'affari notevole: i Formaggiari, cervellari e oliari lire 1.165.860; i Beccari lire 1.022.371; i Merzari lire 878.508; i Prestinari lire 722.425.
I mercanti facevano spesso produrre le merci che vendevano ad artigiani, legati da un contratto di società, secondo il cosiddetto Verlagssystem. Operavano in questo modo gli Auroserici, i Drapperi, i Bindellai, ma anche i mercanti di ferrarezze e di fil di ferro, i cristalleri, gli orefici.
I membri della corporazione erano divisi nelle tre categorie dei maestri, dei lavoranti e dei garzoni. Per passare da una categoria all'altra era necessario superare un esame pratico davanti ai dirigenti dell'università.
Al vertice delle corporazioni erano uno o due Abati, coadiuvati dai Consoli e dai Sindaci. I titolari di queste cariche erano eletti dai maestri di bottega. 
L'università aveva competenza giurisdizionale esclusiva nelle materie di sua competenza (contratti di lavoro, concorrenza, qualità dei prodotti). Il contenzioso fra le corporazioni era invece competenza del Vicario di Provvisione, il quale esercitava la vigilanza sulle corporazioni.

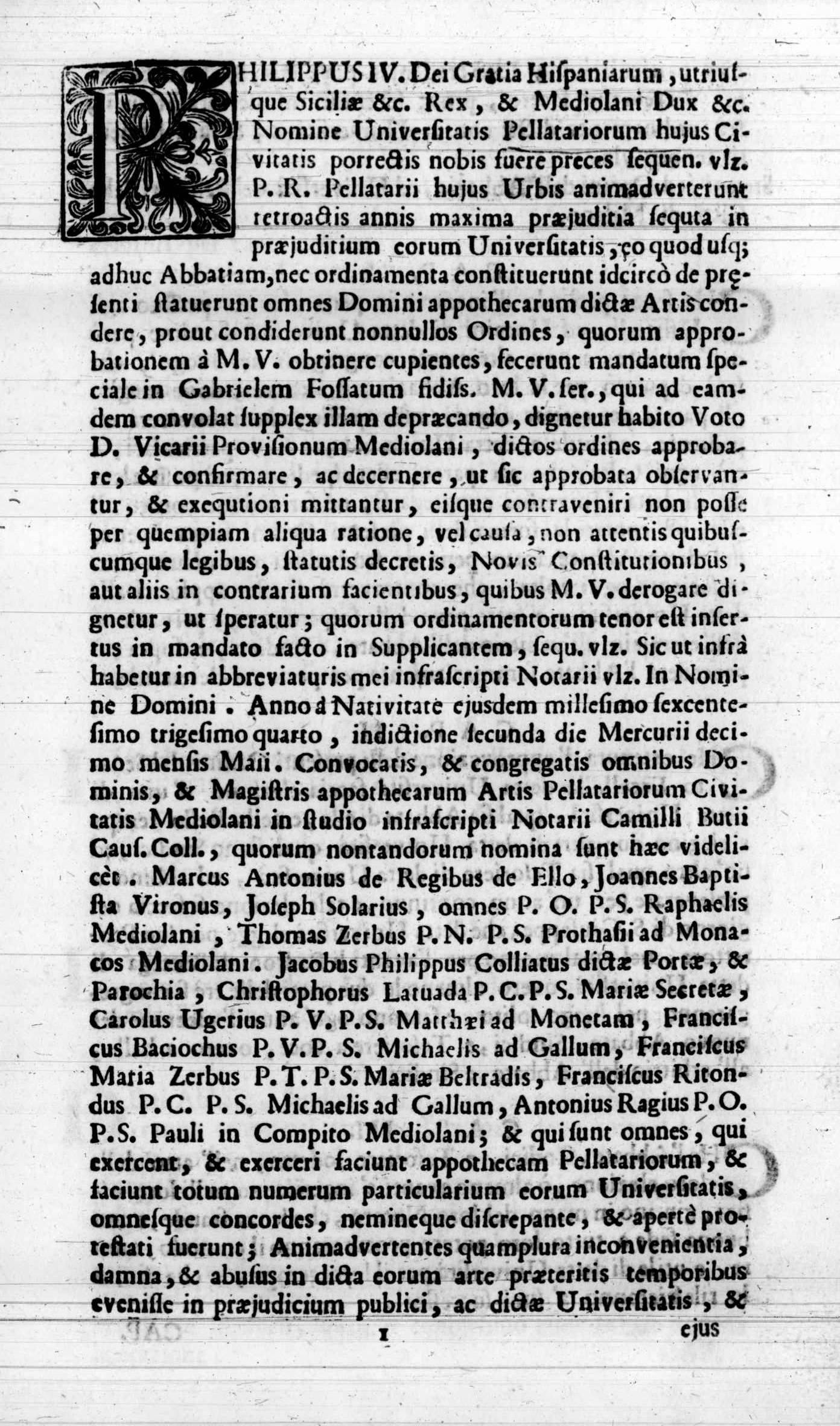
Statuti ed ordini dell'Abbazia ed Università dei pellatari della città di Milano, 1635
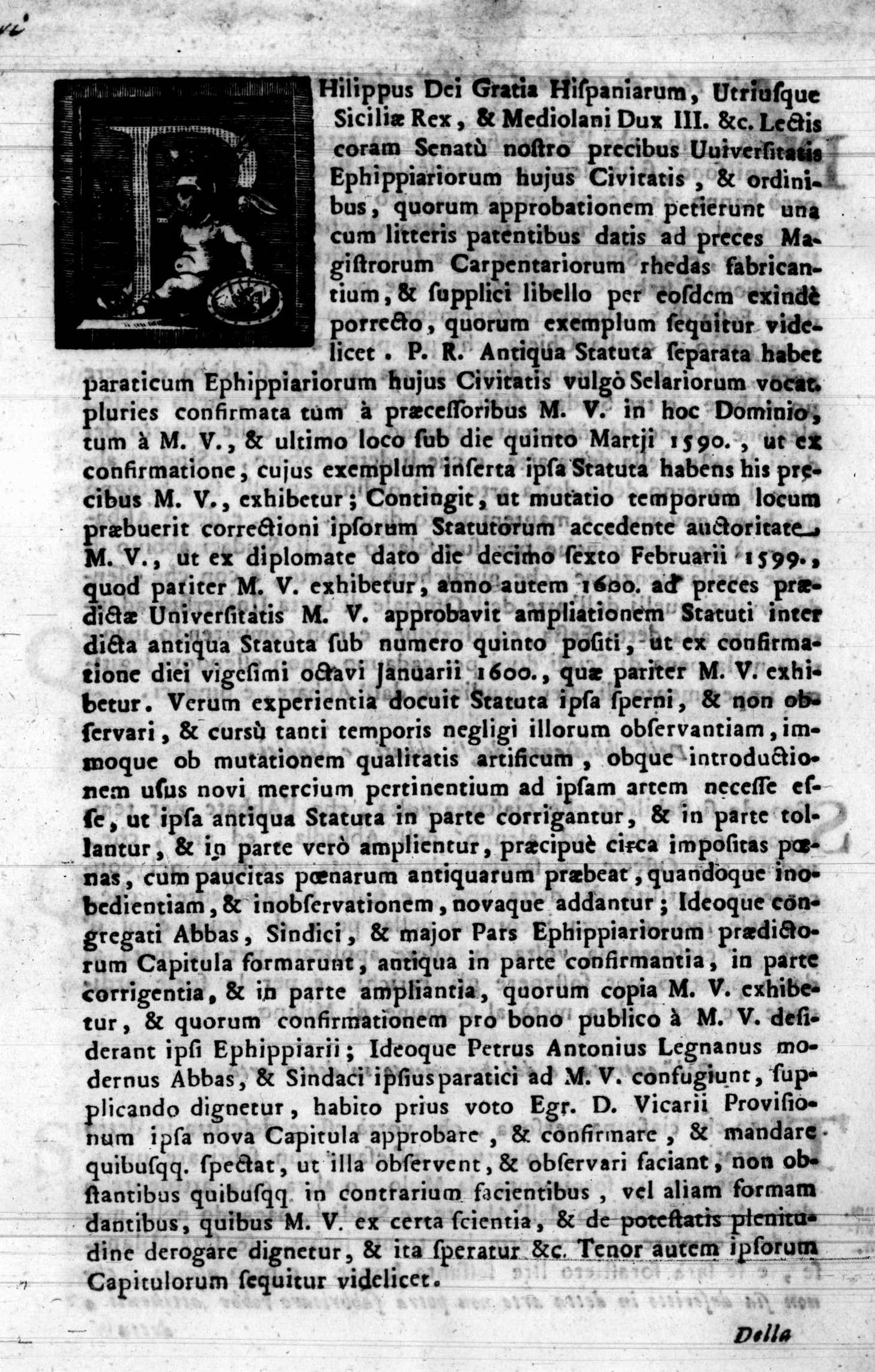
Statuti dell'Università dei Sellari di Milano, 1640
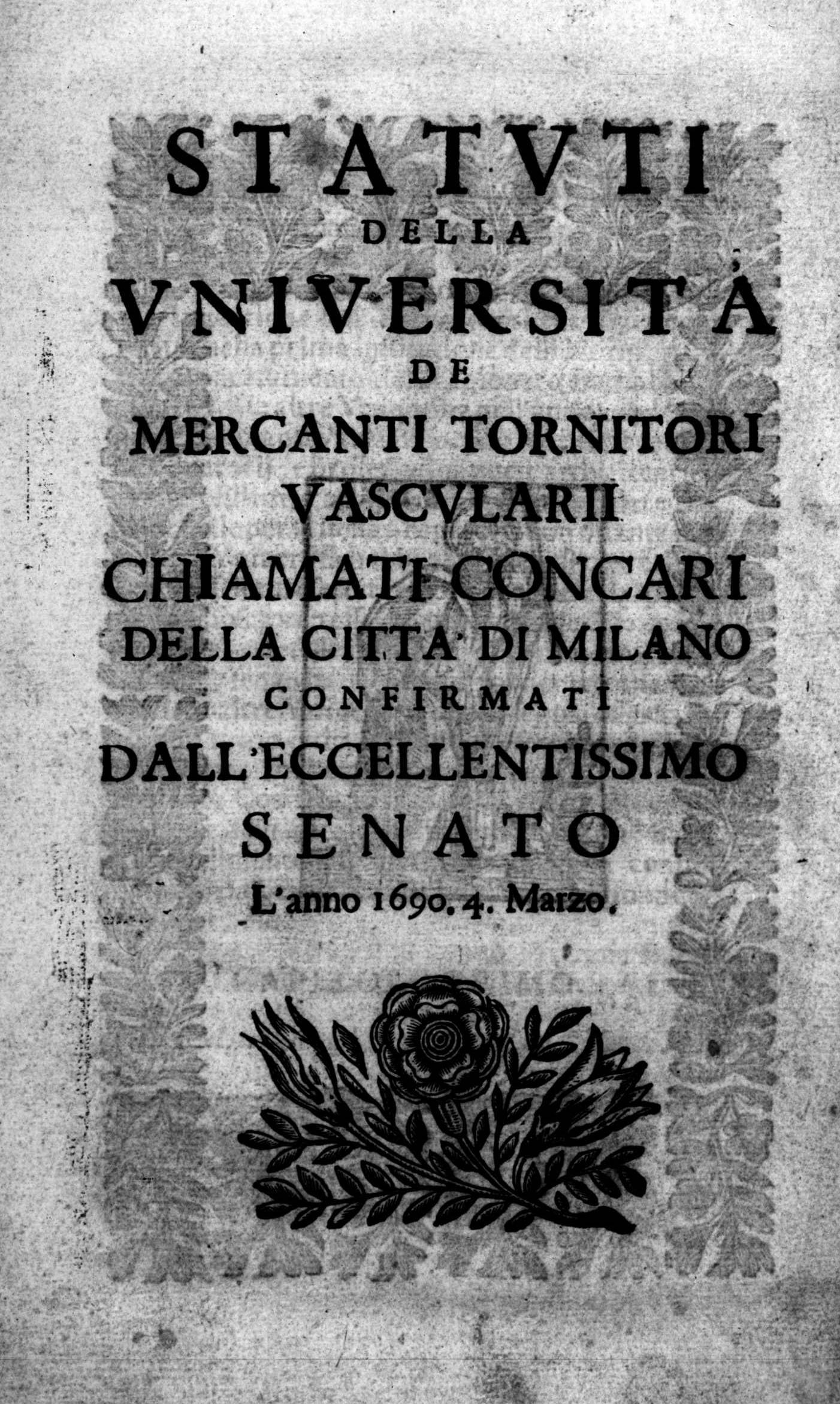
Statuti della Università dei mercanti tornitori vascularii chiamati concari della città di Milano, c. 1690
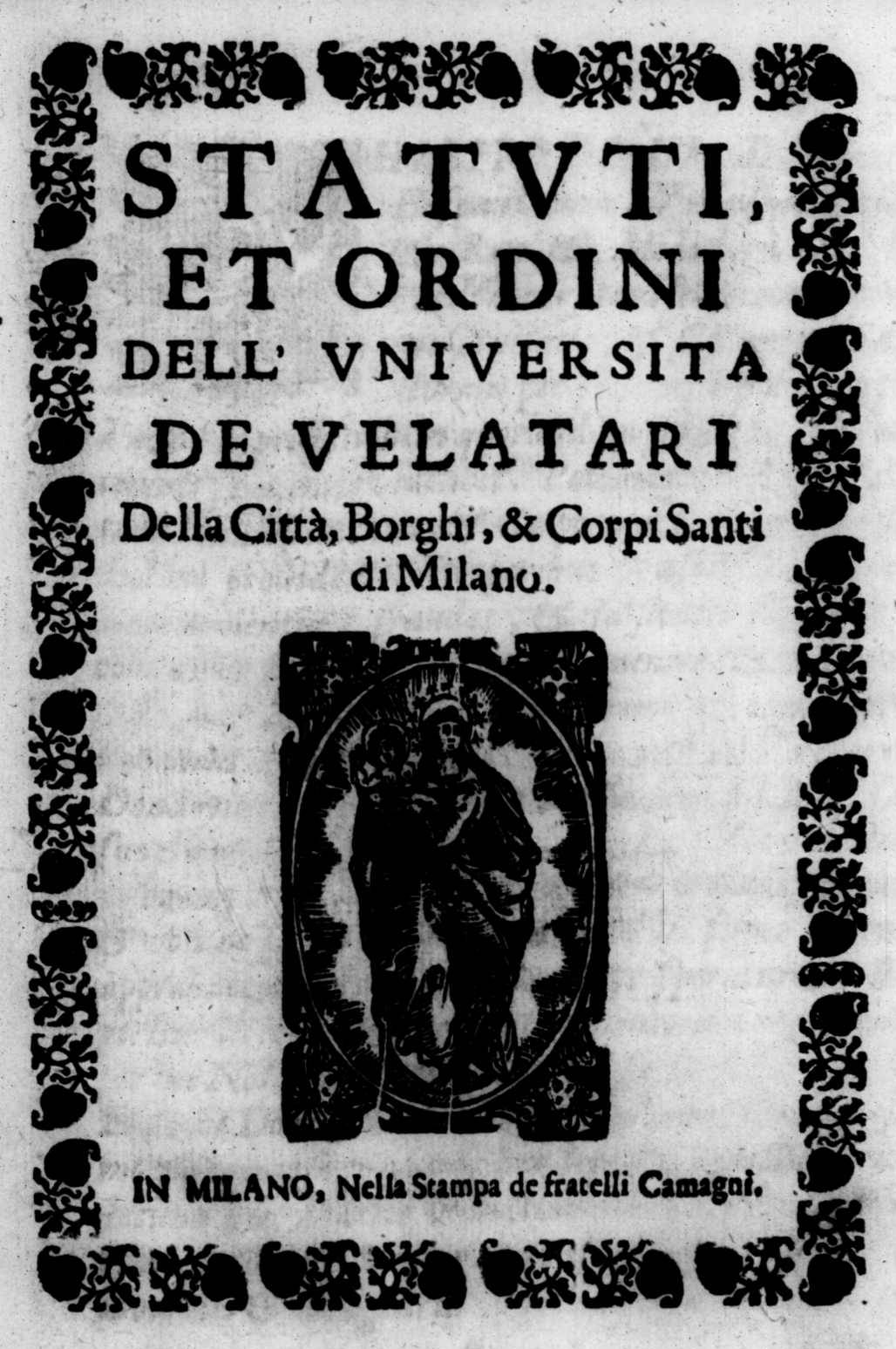
Statuti et ordini dell'Università dei velatari, fine del XVII secolo

### L'età austriaca

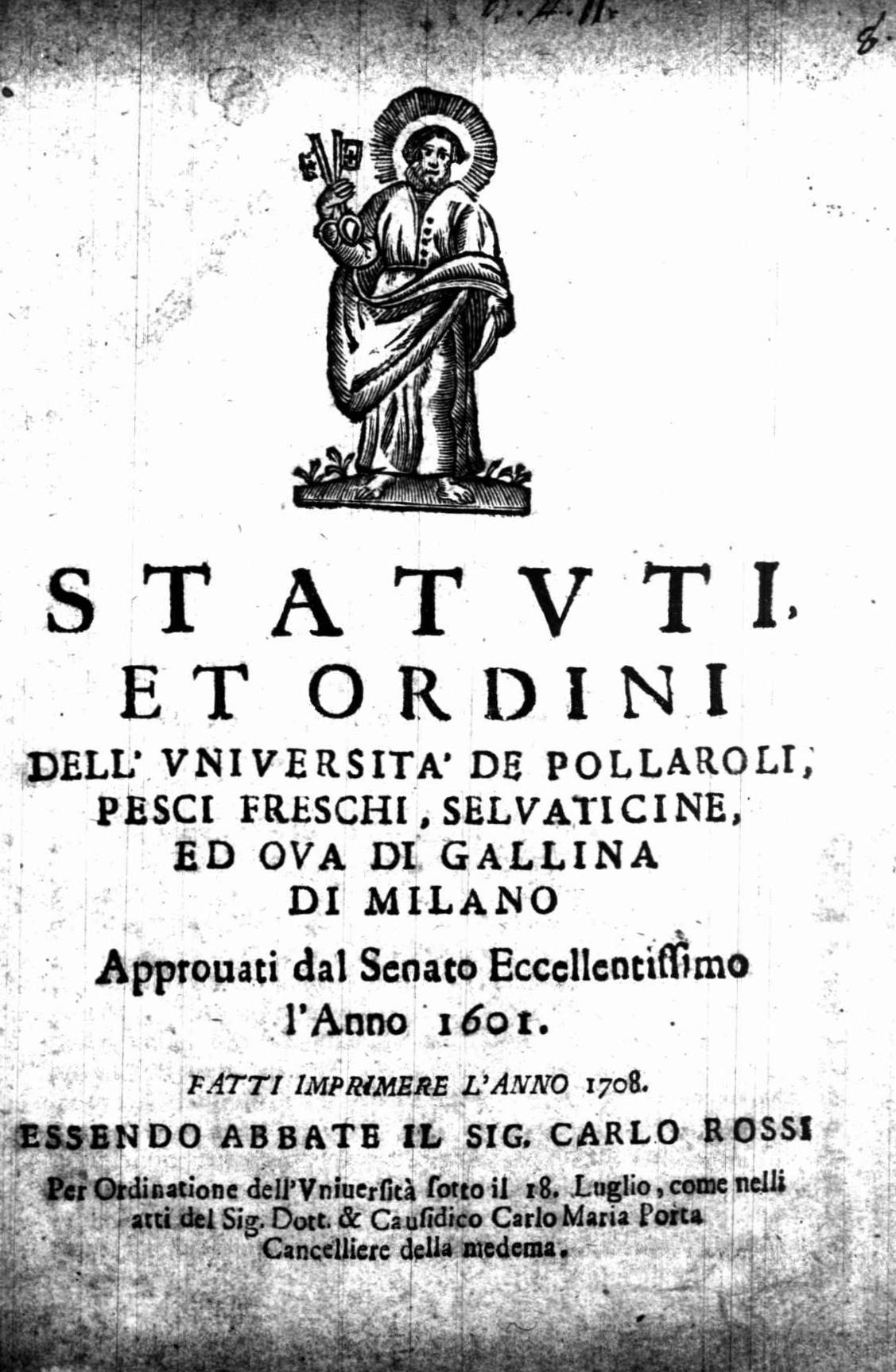
Statuti et ordini dell'Università dei pollaroli, pesci freschi, selvaticine ed ova di gallina di Milano, 1708

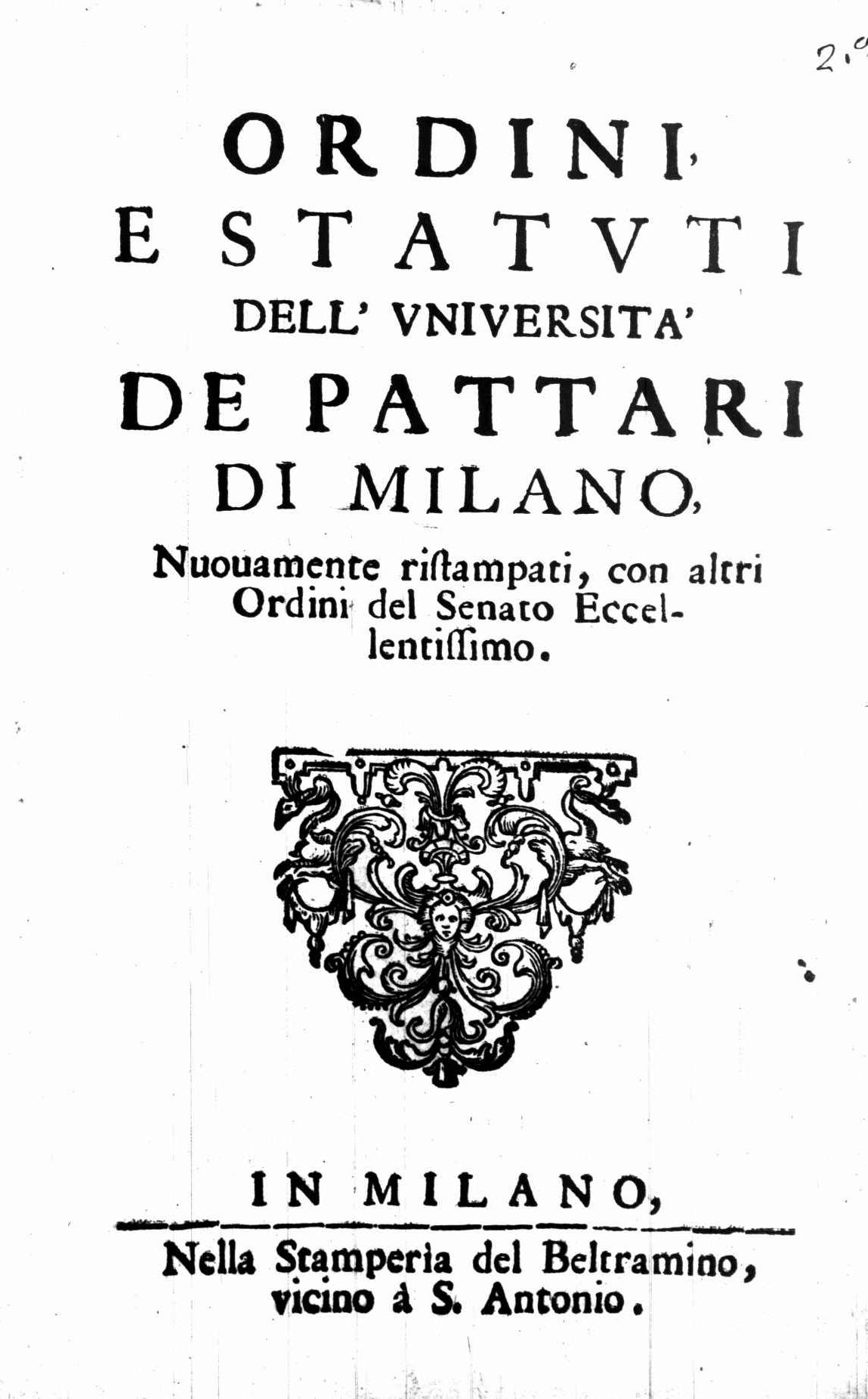
Ordini e statuti dell'Università de pattari di Milano, 1725

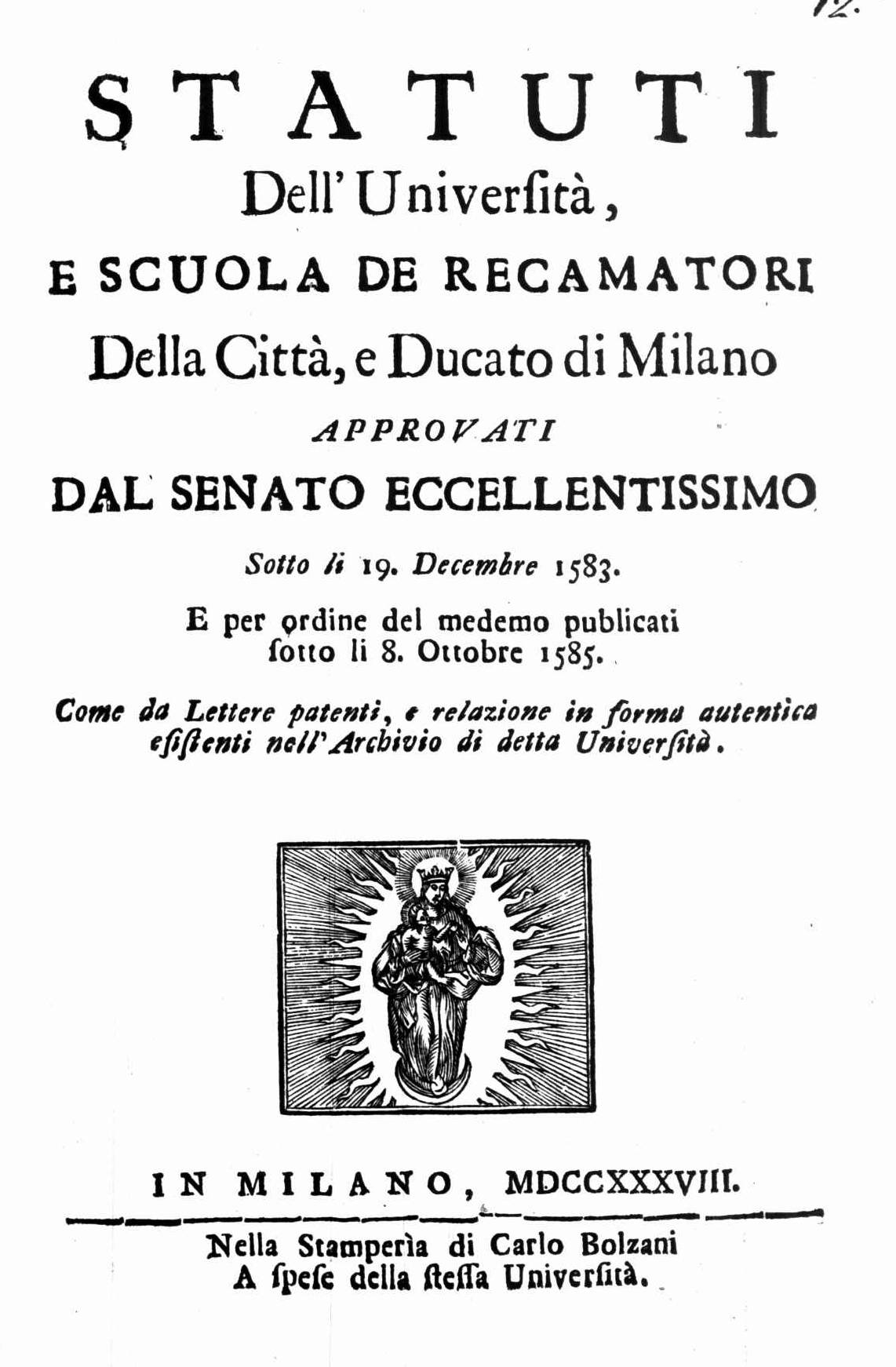
Statuti dell'Università e scuola de recamatori della città e ducato di Milano, 1738

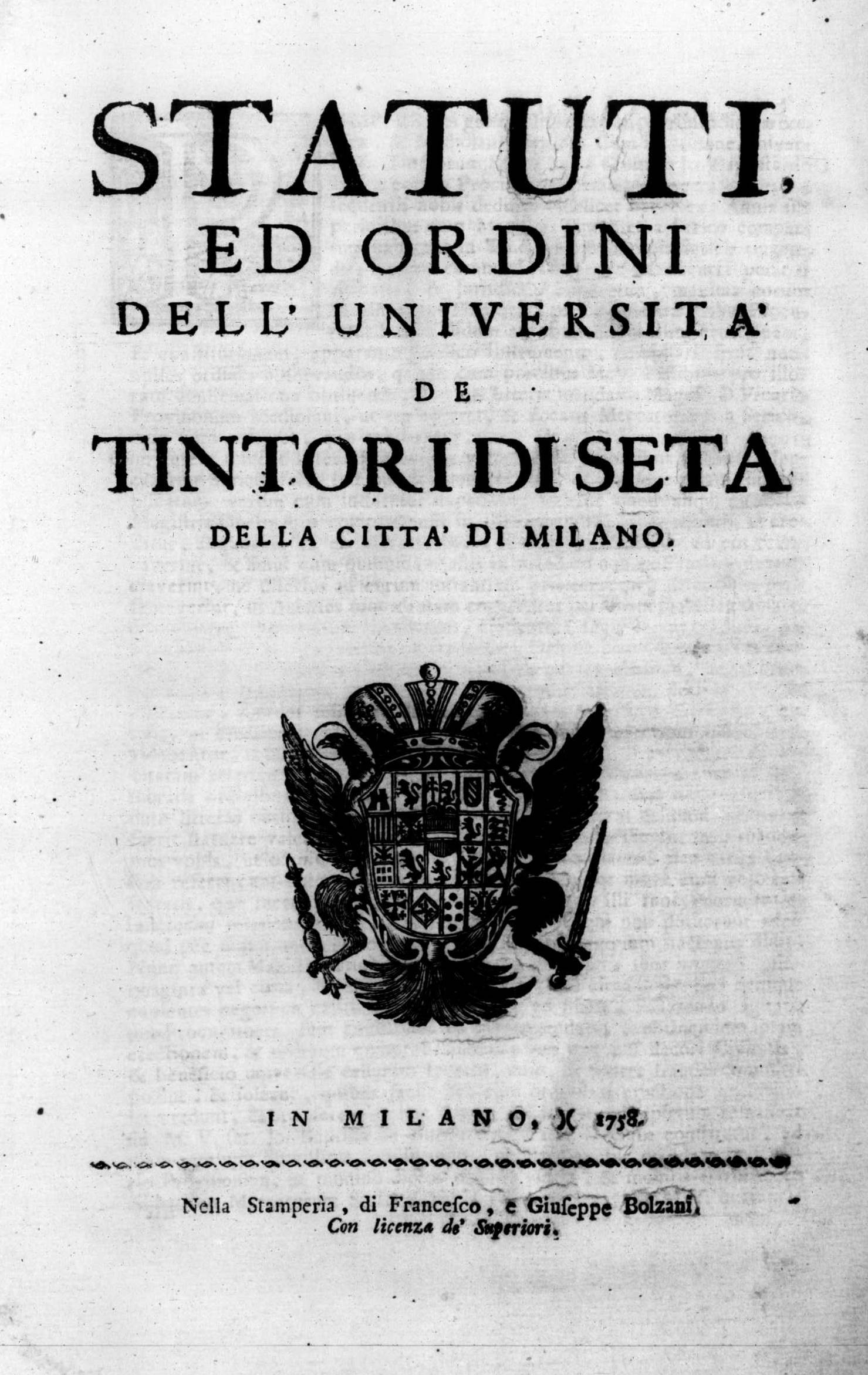
Statuti ed ordini dell'Università dei tessitori di seta della città di Milano, 1758

Durante il Seicento a il Settecento si aggiunsero nuove università, spesso per distacco e specializzazione da una già esistente:
- Acquavitari;
- Banche d'ortaglia;
- Battifogli d'oro, argento e rame;
- Bolgiari;
- Bottegari e fabbricanti stadere;
- Ferrari;
- Droghieri, fondegari di spezierie;
- Locandieri;
- Vetturali di carrozze e cavalli;
- Fondegari d'aceto;
- Giupponari e calzanti;
- Intagliatori del legno;
- Lattari;
- Legnamari (falegnami);
- Librai e stampatori;
- Mercanti d'oro e argento falso;
- Mercanti di calcina;
- Marescalchi (maniscalchi);
- Offelari (pasticceri);
- Osti e bettolinieri;
- Pavionari (tappezzieri[5]);
- Parrucchieri;
- Piccapietre;
- Postari di fieno e paglia;
- Postari di riso e legumi;
- Ricamatori;
- Venditori di lavori d'osso e moletta;
- Zavattini (ciabattini);
- Tessitori di drappi;
- Tintori;
- Filatori di seta;
- Mercanti tira oro;
- Pianetari (fabbricanti di paramenti liturgici);
- Prestinai di pane di mistura (fornai di pane parzialmente integrale);
- Intornitori;
- Capimastri e muratori;
- Chirurghi e barbieri;
- Sarti;
- Strazzari;
- Velari[6].

Alle università bisognava poi aggiungere i corpi mercimoniali:
- Archibuggiari;
- Bastari;
- Battitori di bambagia;
- Bottegari smalti e fiori finti;
- Cavagnari (cestai) e canestrari;
- Cristallari;
- Mercanti di lino;
- Mercanti di mole da mulino;
- Pennacchiari;
- Scarteggiari;
- Tessitori di lino;
- Venditori di baghe da vino e olio;
- Venditori di cappelli di paglia;
- Venditori di corame d'oro;
- Venditori di forme da scarpa;
- Tessitori di lana[6].

Complessivamente nel 1772 si contavano cento corporazioni.
A partire dall'anno successivo, tuttavia, il mutato clima economico, favorevole al libero mercato, portò a progressive abolizioni di corporazioni.
La prima serie di soppressioni ebbe luogo fra il 1773 e il 1775, all'epoca di Maria Teresa, quando furono abolite 34 corporazioni di minore importanza.
La soppressione delle ultime università rimaste ebbe luogo nel 1787, sotto Giuseppe II.
Nel frattempo era stata costituita la Camera di Commercio di Milano, che ereditava parzialmente le funzioni delle corporazioni.

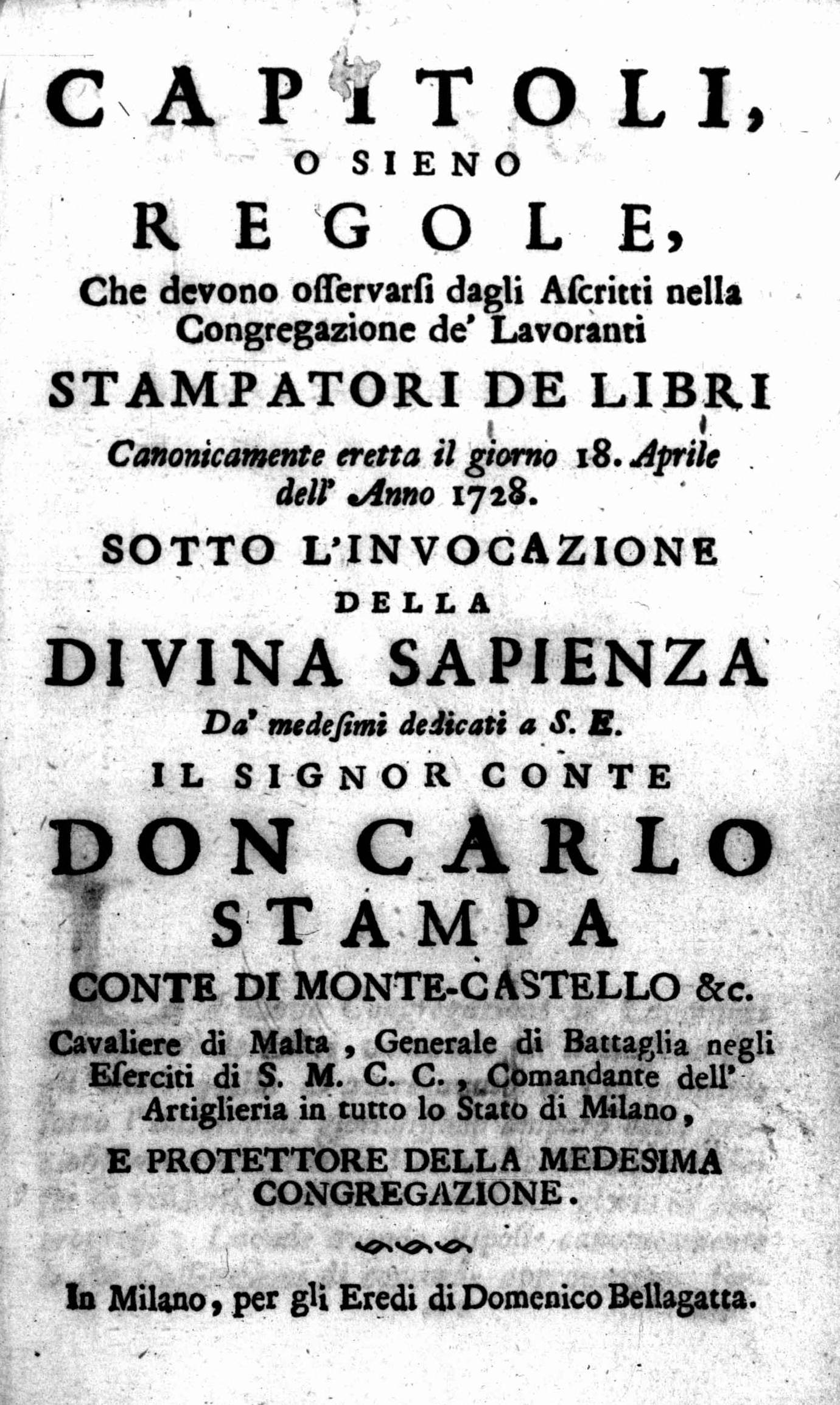
Capitoli o sieno regole che devono osservarsi dagli ascritti nella Congregazione dei lavoranti stampatori dei libri, 1728
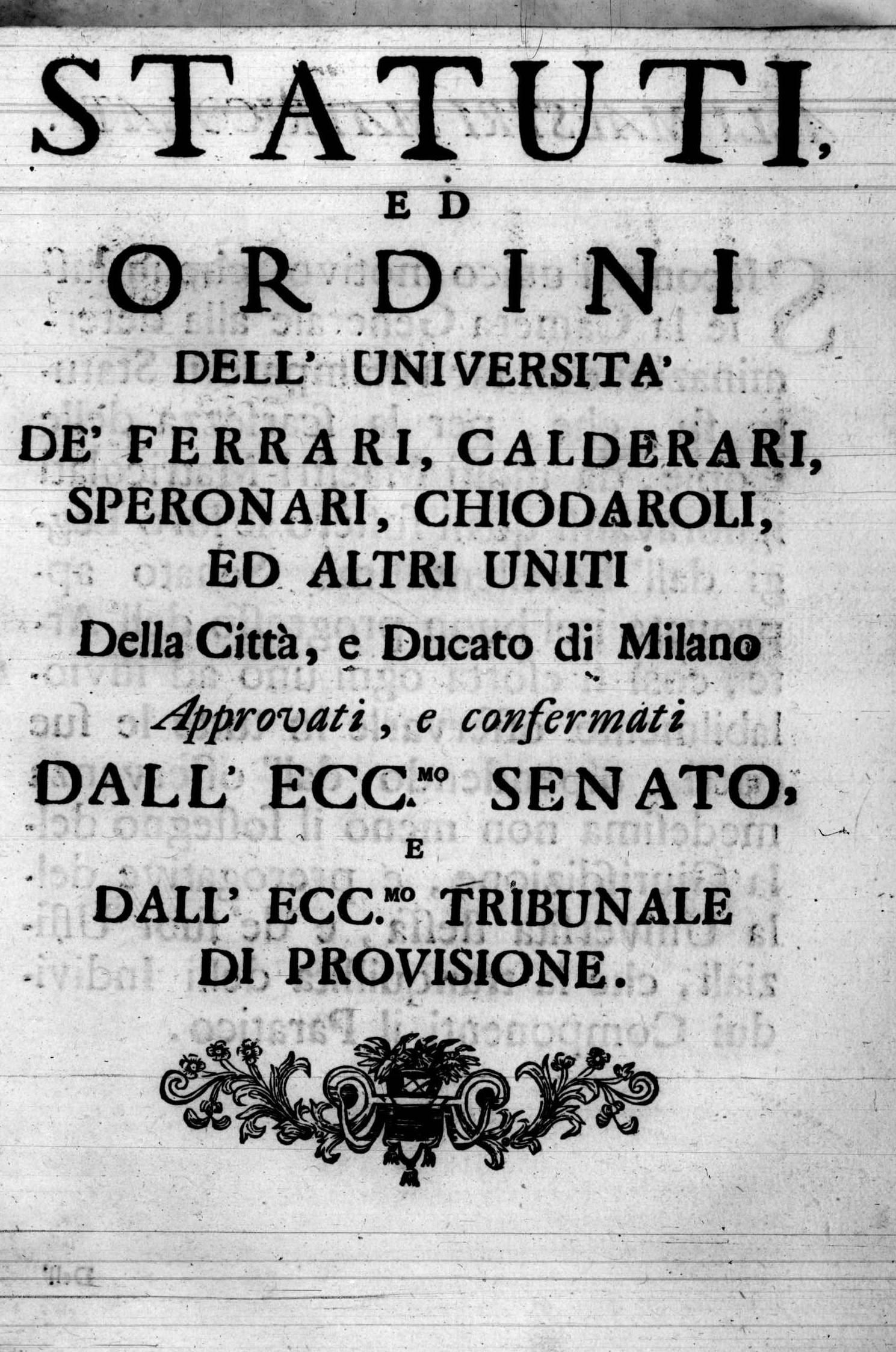
Statuti ed ordini dell'università dei ferrari, calderari, speronari, chiodaroli ed altri uniti della città e ducato di Milano, 1733
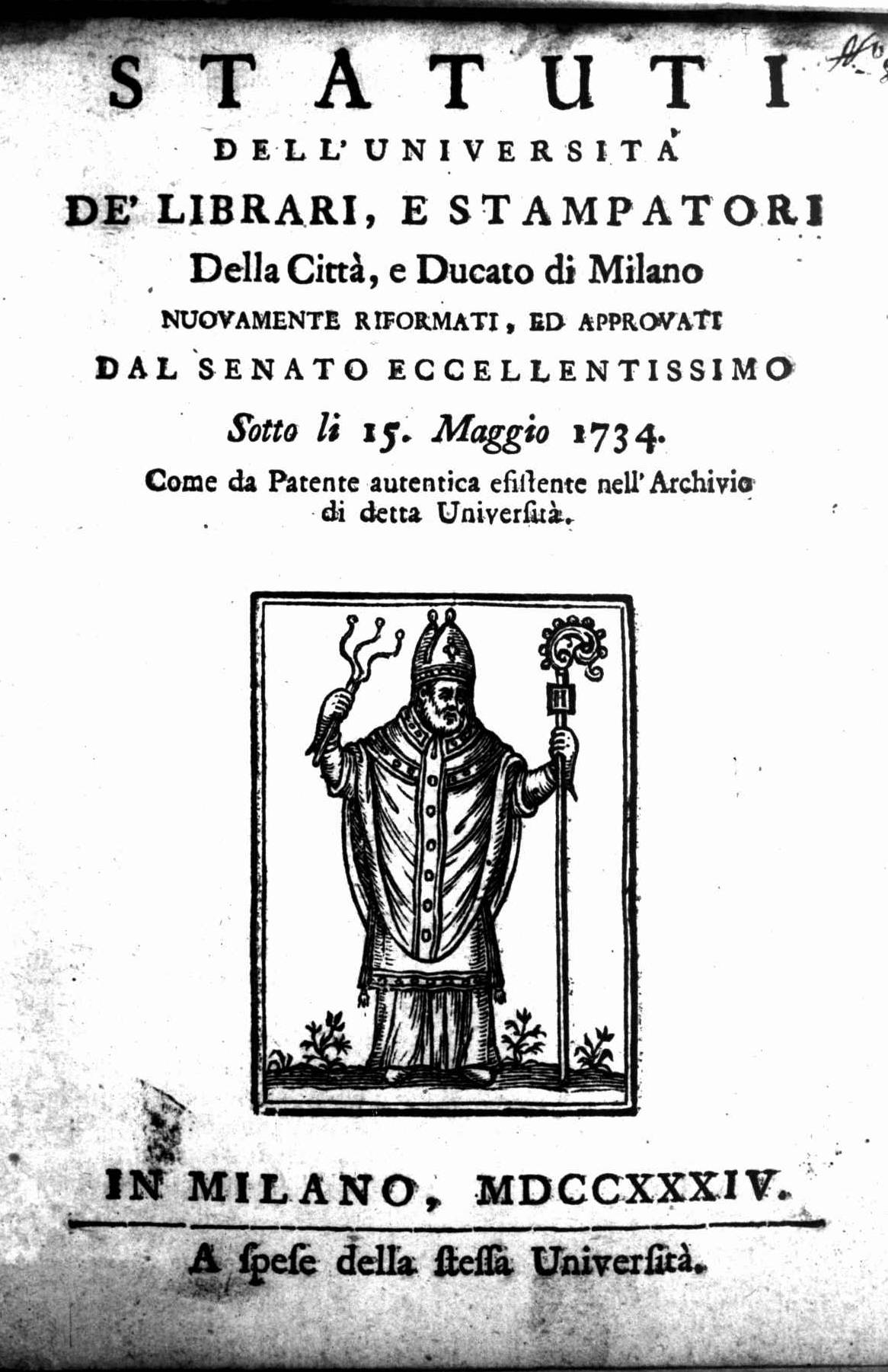
Statuti dell'Università dei librai e stampatori della città e Ducato di Milano, 1734
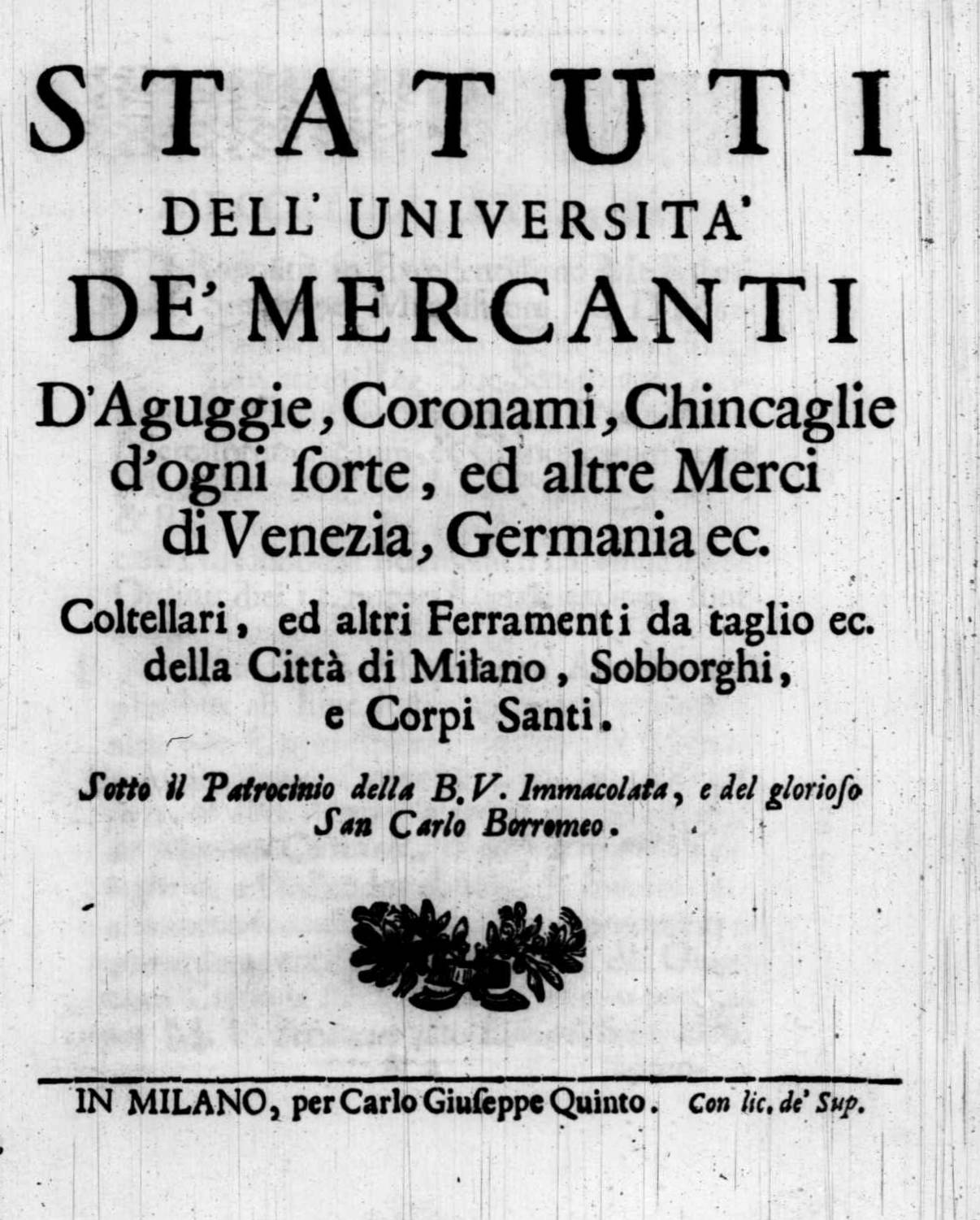
Statuti dell'università dei mercanti d'aguggie, coronami, chincaglie d'ogni sorte, 1741

## I collegi

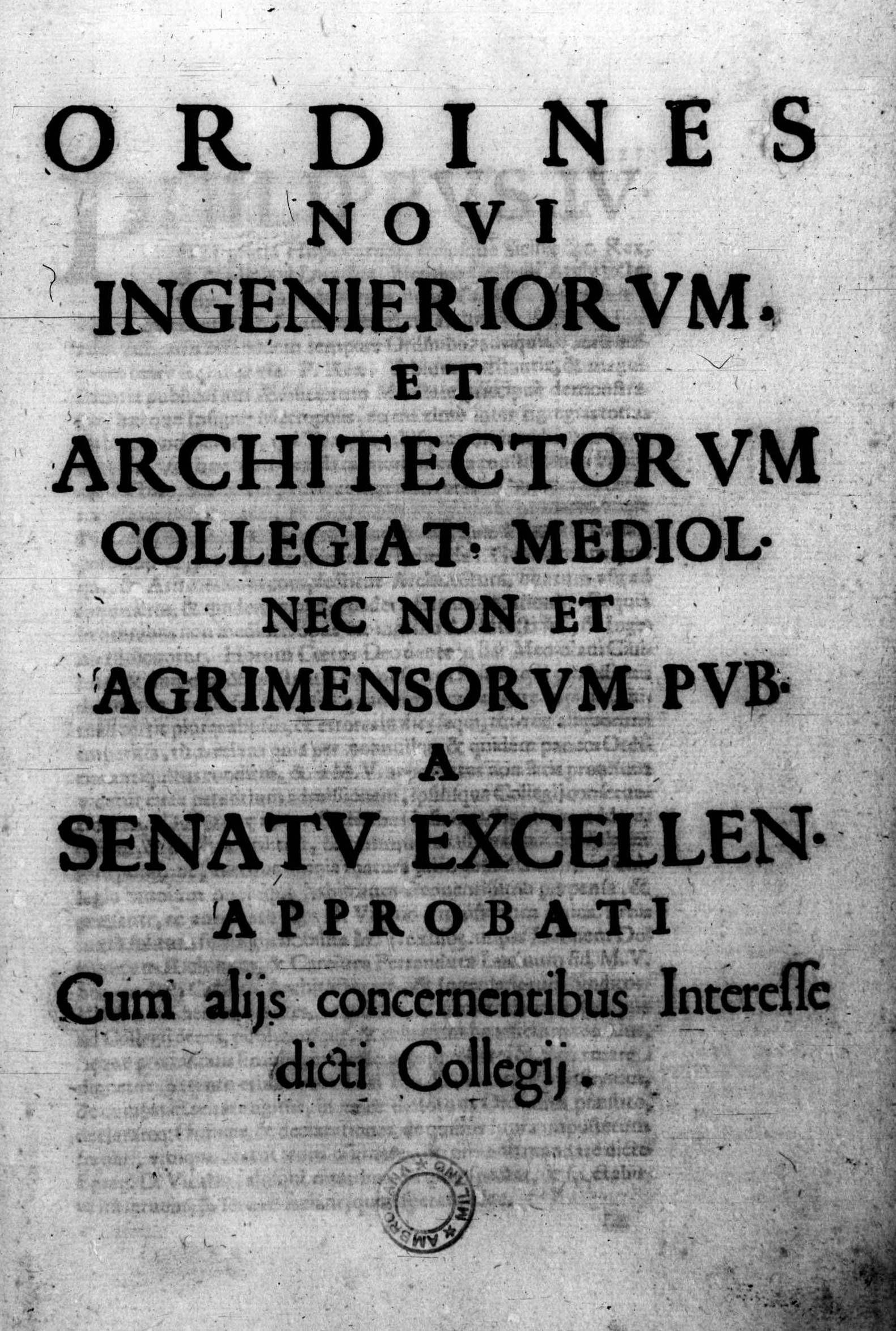
Ordines novi ingenieriorum et architectorum collegiati Mediolani nec non et agrimensorum, 1703

Dalle corporazioni erano escluse le attività professionali, in quanto riservate alla nobiltà.
Queste attività erano organizzate in due collegi, quello dei Giureconsulti (professioni giuridiche) e quello dei Fisici (medici) risalente al 1228.
Nel 1563 l'università degli ingegneri e agrimensori fu elevata al rango di "Collegio degli Ingegneri, Architetti ed Agrimensori".